# Penisa leucosticta
Penisa leucosticta là một loài bướm đêm trong họ Noctuidae.